# Coutens
Coutens – miejscowość i gmina we Francji, w regionie Oksytania, w departamencie Ariège.
Według danych na rok 1990 gminę zamieszkiwało 151 osób, a gęstość zaludnienia wynosiła 36 osób/km² (wśród 3020 gmin regionu Midi-Pireneje Coutens plasuje się na 912. miejscu pod względem liczby ludności, natomiast pod względem powierzchni na miejscu 1557.).